# Polnische Beteiligung am Krieg in Afghanistan

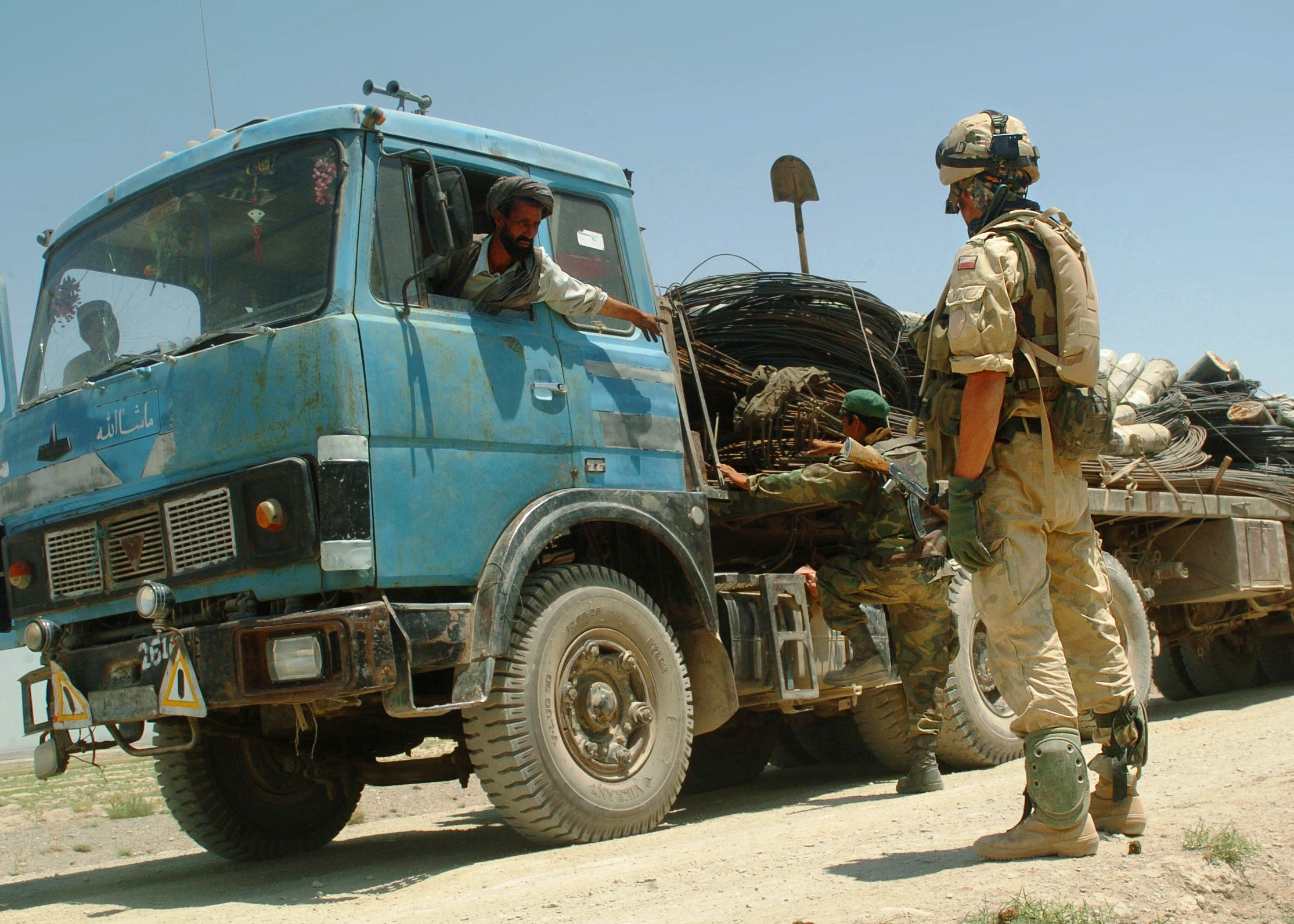
Polnisch-afghanischer Checkpoint in der Provinz Ghazni, Juni 2007

Die Beteiligung Polens am Krieg in Afghanistan begann im März 2002. Die polnischen Streitkräfte beteiligten sich an der Operation Enduring Freedom und sind Teil der ISAF-Truppen, in den letzten Jahren hauptsächlich in der afghanischen Provinz Ghazni.

## Einsatz
Bis zum 17. Mai 2016 sind in Afghanistan 40 Soldaten der polnischen Streitkräfte gefallen.
Eine größere militärische Operationen mit polnischer Beteiligung ist:
- Operation Adlerfeder (polnisch: Operation Orle Pióro) 12. bis 18. Juni 2009

## Geschichte
Nach den Terroranschlägen am 11. September 2001 ordnete am 22. November 2001 der polnische Präsident Aleksander Kwaśniewski, auf Bitten von Ministerpräsident Leszek Miller, den Einsatz eines polnischen Kontingents (polnisch: Polski Kontyngent Wojskowy) von bis zu 300 Soldaten zur Unterstützung der US-geführten Operation Enduring Freedom (OEF) an.
Vom 16. März 2002 bis zum 25. April 2007 waren insgesamt zehn polnische Kontingente in Afghanistan im Einsatz, die jeweils aus 100 bis 180 Soldaten bestanden. Dieser polnische Kampfverband (polnisch: Polskie Siły Zadaniowe) war anfangs stationiert im Camp White Eagle in der Bagram Air Base in der Provinz Parwan. Ihre Aufgaben bestanden im Wesentlichen aus dem Räumen von Minen, dem Schutz des Flughafens von Bagram, dem Bau von Straßen, Brücken und ähnlicher Infrastruktur und der Eigensicherung. Ab 2004, als die ISAF von Kabul aus ihre Aktivitäten auf ganz Afghanistan ausdehnte, übernahmen polnische Soldaten an vielen Orten kleinere Aufgaben. Beteiligt waren zeitweilig Soldaten der Spezialeinheit GROM. Außerhalb Afghanistans beteiligte sich beispielsweise die polnische Marine mit dem Mehrzweckunterstützungsschiff „Konteradmiral Xawery Czernicki“ an der Operation Enduring Freedom.

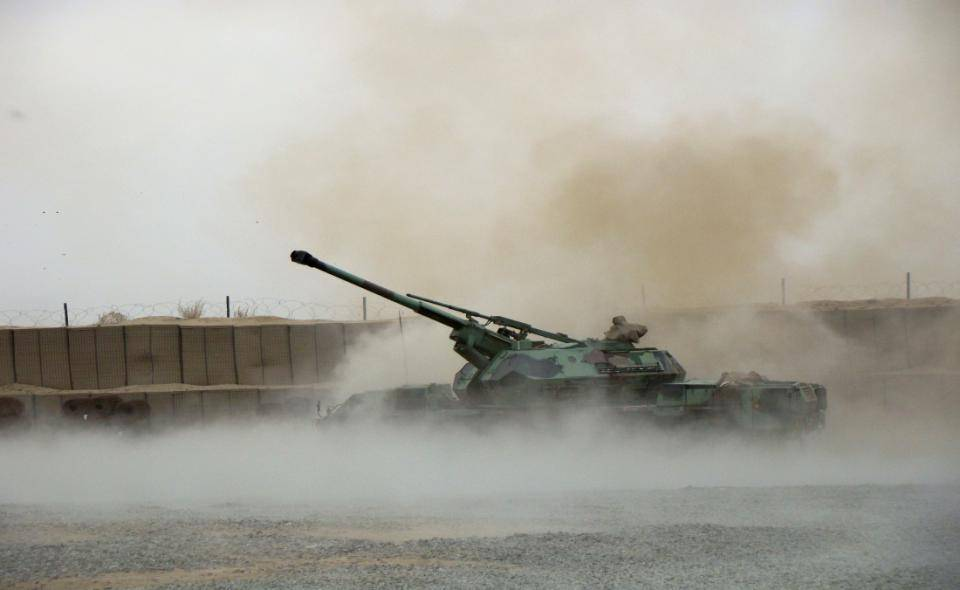
Haubitze DANA, Forward Operating Base Ghazni am 11. April 2010

Im September 2006 kündigte Verteidigungsminister Radosław Sikorski an, zusätzlich etwa 1000 polnische Soldaten hauptsächlich im Osten Afghanistans, im US-geführten Regionalkommando Ost zu stationieren. Dadurch stieg nicht nur die Zahl der polnischen Soldaten auf insgesamt etwa 1200 an, sondern es wurde auch mehr militärisches Material nach Afghanistan gebracht, wie etwa 35 Fahrzeuge vom Typ KTO Rosomak (inkl. fünf MedEvac-Fahrzeuge). 

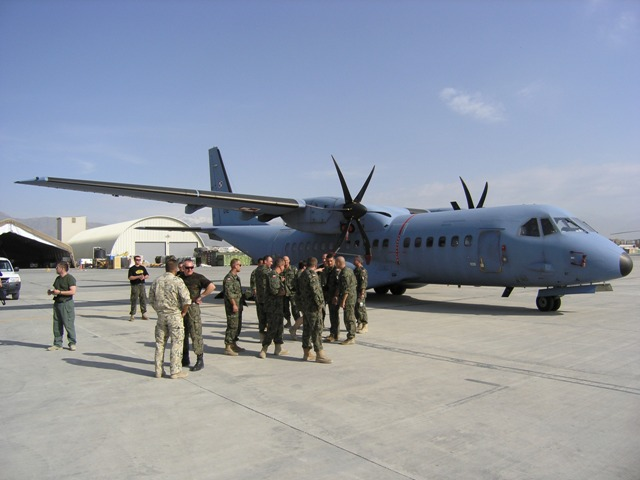
Eine polnische CASA C-295 auf dem Stützpunkt Bagram Air Base

Am 16. August 2007 kam eine polnische Patrouille aus dem Dorf Nangar Khel heraus unter Beschuss. Sie schoss mit einem schweren Maschinengewehr und einem 60-mm-Mörser zurück, wobei sechs Zivilisten getötet wurden und später zwei weitere im Krankenhaus an ihren Verwundungen starben. Sieben Soldaten wurden vor ein polnisches Militärgericht gestellt. Der Prozess begann im Februar 2009, wobei unter anderem auch Verteidigungsminister Bogdan Klich zugunsten der Soldaten aussagte. Am 1. Juni 2011 wurden die Soldaten freigesprochen.
Im Oktober 2008 übernahm das polnische Kontingent die Verantwortung für die Sicherheit der Provinz Ghazni. Damit verbunden war die neue Bezeichnung: Task Force White Eagle (polnisch: Polskie Siły Zadaniowe). Zur Verstärkung wurden 600 zusätzliche Soldaten, vier Kampfhubschrauber Mil Mi-24 und vier Haubitzen DANA nach Afghanistan verlegt. Im Sommer 2009 stieg die Zahl der polnischen Soldaten noch einmal um 400 auf über 2000 Soldaten plus einer Reserve von 200 Soldaten.
Zwischen April und Oktober 2009 hatte Polen die Sicherheitsverantwortung für den Flughafen Kabul, wofür 70 Soldaten abgestellt wurden.   
Mit dem Kontingentwechsel vom April 2010 stieg die Zahl der polnischen Soldaten auf etwa 2600 an, um dem neuen Konzept, der Ausbildung afghanischer Soldaten und Polizisten mittels „partnering“, zu erfüllen. Auch wurden jetzt erstmals Flugzeuge vom Typ CASA C-295 in Afghanistan stationiert.
Staatspräsident Bronisław Komorowski kündigte im Februar 2011 an, dass Polen noch 2011 mit einer dreistufigen Reduktion der Verpflichtung beginnen werde, um dann 2014 Afghanistan ganz zu verlassen.

## Diverses
In der Stadt Ghazni gab es ein US-amerikanisch-polnisches Provincial Reconstruction Team (PRT).